# Wetlands
Wetlands — англоязычный научный междисциплинарный журнал. Основное направление — исследование водно-болотных угодий: биология, экология и гидрология, химический состав воды, изучение почвы и осадочного слоя, управление и природоохранное законодательство. Журнал издаётся 6 раз в год
Издаётся издательством Springer Science в сотрудничестве с Business Media B.V.

## ISSN
ISSN: 0921-2973 (печатное издание)
ISSN: 1572-9761 (электронное издание)